# Liste des attitudes et mouvements de transition de patinage artistique
Cet article est un complément de Patinage artistique
Une attitude est une position statique de glisse à vocation chorégraphique.
Au sens des nouvelles règlementations de l'ISU (CoP, Code of Points), une attitude doit avoir la jambe libre (plus particulièrement le genou) au-dessus du bassin du patineur et tenir au moins trois secondes.
Les jambes et le buste doivent rester statiques, les bras et la tête pouvant faire des mouvements.

## La fente
Glisse sur une jambe, genou fléchi, l'autre jambe glisse à l'arrière sur l'intérieur de la bottine.

## L'arabesque
C'est une position de base. Le patineur glisse sur une jambe tendue et la jambe libre est tendue derrière le corps à la hauteur des hanches (au moins à un angle de 90 degrés). Certains patineurs l'exécutent en ayant un angle de 180 degrés, mais ce n'est pas une position obligatoire.

## La royale ou la reine
Glisse sur une jambe tendue, l'autre pied tenu dans la main opposée.

## LaBiellmann
Cette spirale fait partie des spirales 'pied dans la main'. Le patineur glisse sur une jambe tendue. L'autre pied est ramené au-dessus de la tête en position Biellmann et peut être tenu avec une ou les deux mains. Cette spirale peut être exécutée sur n'importe quelle courbe.

## Le Y ou I
Y: Le patineur glisse sur une jambe tendue et tient son pied de la jambe libre sur le côté. On attrape le pied par la pointe du patin ou par la roues ou part la platine ou par l'intérieur du patin.
I: Le patineur glisse sur une jambe tendue et tient son pied de la jambe libre sur le côté tour droit en I jusqu'au dessus de la tête. On attrape le pied par l'intérieur ou par le frein avec la main opposé.
Certains patineurs le font aussi en ne retenant pas le pied de la jambe libre et garde la position de la jambe sans aucun support.

## L'aigle
Spread eagle en anglais.
Le patineur glisse sur ses 2 pieds, les orteils tournés vers l'extérieur et les talons se font face. Les jambes sont en ouverture et tendues. Il peut être exécuté sur la courbe intérieure (appelé Petit aigle) ou sur la courbe extérieure (appelé Grand aigle).
Il est souvent utilisé comme élément d'entrée à un saut pour y ajouter un niveau de difficulté, surtout pour l'Axel.

## La fente Ina Bauer
Le patineur glisse sur ses lames en position parallèle. Il a le genou avant fléchi, la jambe arrière tendue en dedans, buste droit ou cambré. La position cambrée n'est pas requise, mais elle est exécutée par certains patineurs très souples.
Ce mouvement fut inventé par Ina Bauer, qui lui donna son nom. Il est devenu le mouvement signature de la championne Olympique de 2006, Shizuka Arakawa.

## La dedans Gilletti (cygne)
Glisse sur un pied jambe très fléchie en dedans, l'autre jambe tendue croisée, buste droit.

## L'araignée(ou poule écrasée)
Glisse sur un pied jambe très fléchie en dedans, l'autre jambe tendue croisée, buste allongé très bas, bras écartés sur la glace.

## Spirale d'attitude
C'est une suite d'au moins trois attitudes tenues au moins trois secondes.

### Circulaire
Trajectoire en forme de cercle (ou léger ovale) le plus large possible, centré ou non sur la patinoire.

### Serpentine en trois lobes
Trajectoire partant du milieu d'une largeur et se terminant vers le milieu de la largeur opposée.

### Serpentine en deu
Trajectoire partant d'une largeur et se terminant vers le milieu de la largeur opposée.

## Galerie d'images

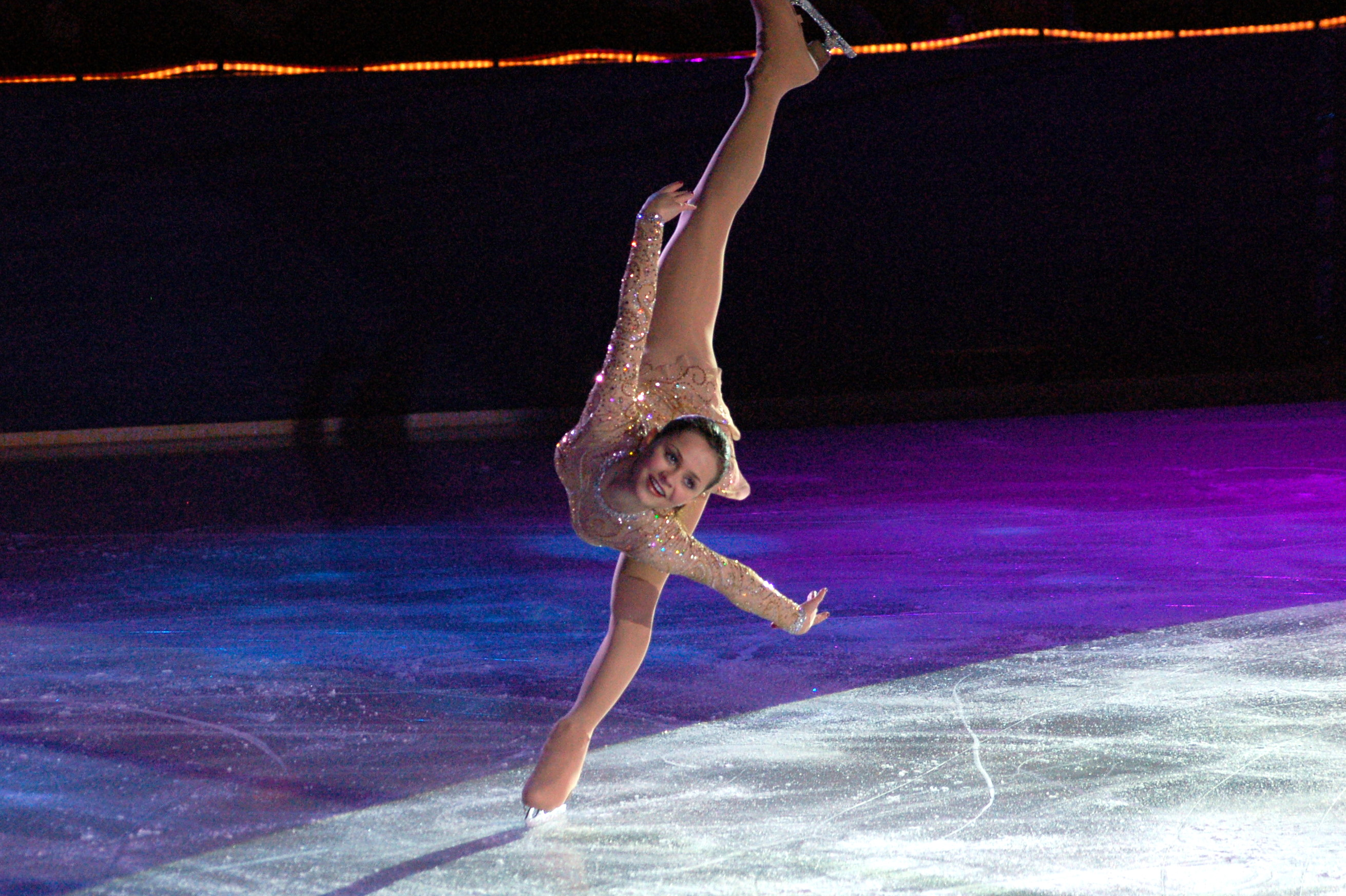
L'arabesque
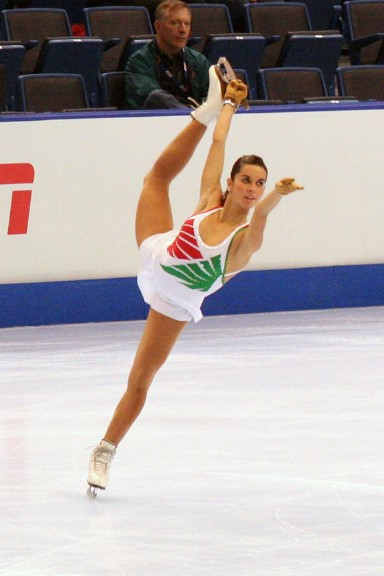
La Biellmann
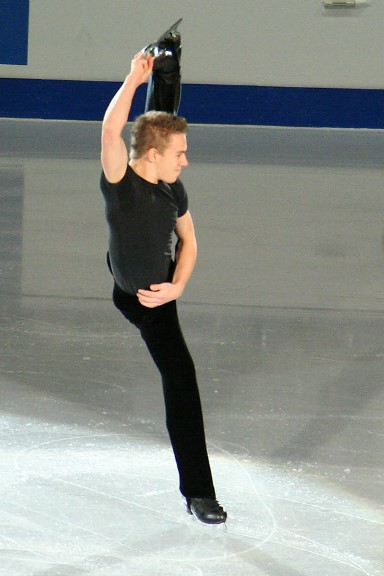
Le Y
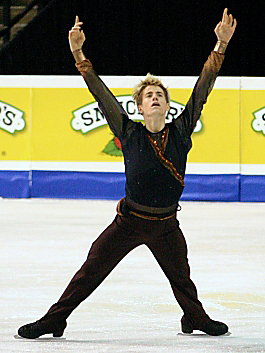
Le petit aigle
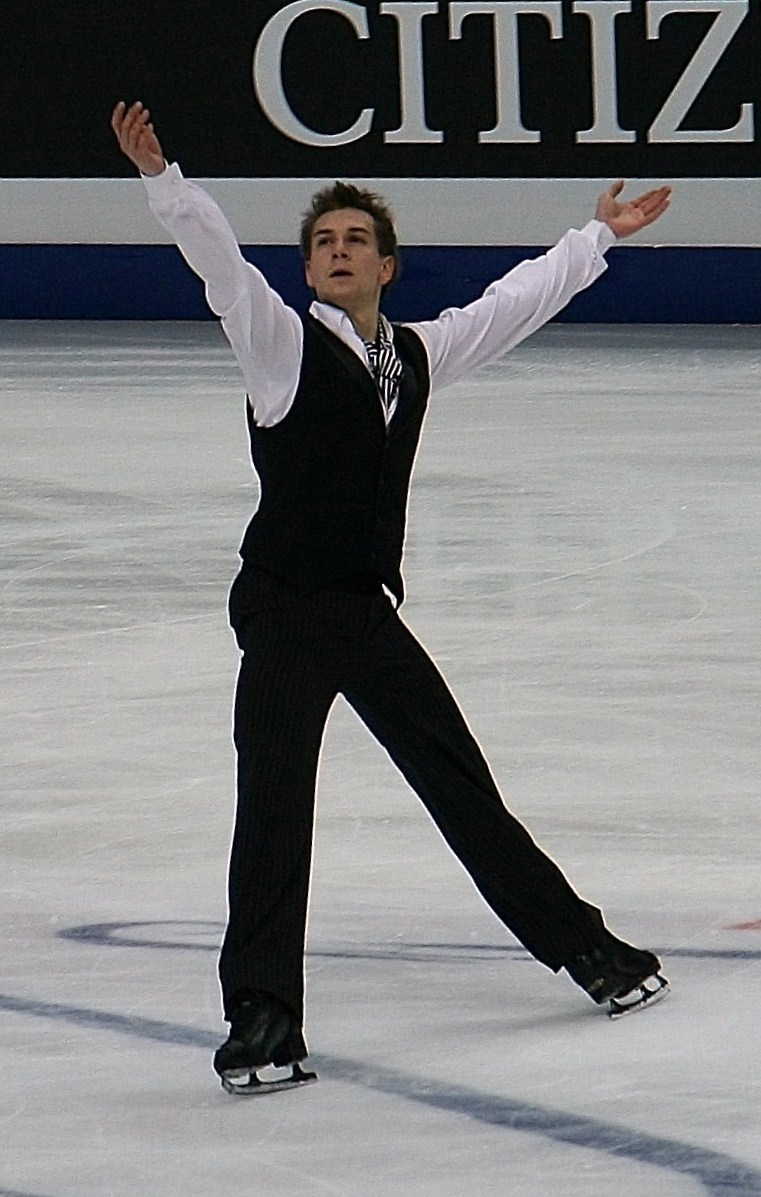
Le grand aigle
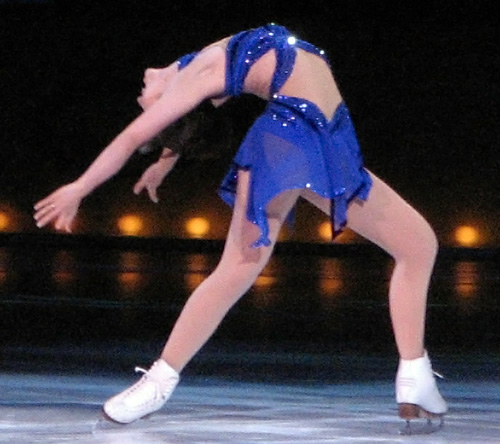
La fente Ina Bauer